# Zhroucení doby bronzové

Katastrofa doby bronzové: teorie nájezdníků

Zhroucení doby bronzové je předpokládaná přírodní katastrofa či společenská krize, po níž se kolem roku 1200 př. n. l. (často uvažované přesné datum zlomu je rok 1177 př. n. l.) zhroutil řecký civilizační okruh reprezentovaný v té době zejména mykénskou civilizací a egejskými kulturami ve Středozemním moři, a to patrně poměrně náhle. Skutečná příčina není známá, k těm uvažovaným patří výbuch sopky, sucho, útoky nájezdníků (mořských národů či Dórů) vybavených pokročilejšími, patrně železnými zbraněmi, přelidnění nebo komplexní kolaps způsobený souběhem několika příčin. Touto katastrofou začalo v řeckých dějinách tzv. temné období.  
Ač byl termín od 19. století původně užíván jen ve vztahu k dějinám starého Řecka, pozdější badatelé si povšimli, že podobný civilizační úpadek zaznamenaly ve stejné době i jiné kulturní okruhy: v jihovýchodní Evropě, severní Africe, na Blízkém východě, v Malé Asii či na Kavkaze. Zde všude lze nalézt ve zhruba stejné době rychlý ekonomický úpadek regionálních mocností. Například Chetitská říše se zcela zhroutila. Egyptská Nová říše či Asyrská říše přežily, ale byly oslabeny. Některým národům jako by katastrofa naopak pomohla, například Féničanům – patrně je zbavila tlaku mocnějších říší.